# Toxorhina (Toxorhina) jamaicensis
Toxorhina (Toxorhina) jamaicensis is een tweevleugelige uit de familie steltmuggen (Limoniidae). De soort komt voor in het Neotropisch gebied.